# Accordo commerciale
Con il termine generico di accordo commerciale (o trattato commerciale) viene indicata una vasta gamma di trattati internazionali su tariffe doganali, tasse o sul commercio che possono intercorrere tra due (in tal caso si parla di "accordi bilaterali") o più ("accordi multilaterali") Stati. Tali accordi includono spesso delle garanzie date dagli stati sugli investimenti esteri.
Gli accordi commerciali ingenerano talvolta contenziosi politici poiché possono cambiare le tradizioni commerciali di una nazione e intensificarne le interdipendenze con i partner. Aumentare l'efficienza attraverso il "libero scambio" è un obiettivo comune degli accordi commerciali.
Il movimento no global solitamente si oppone a tale tipo di accordi, mentre gruppi e partiti riconducibili all'ambientalismo o al movimento ecologista puntano invece a modelli sullo stile del commercio equo e solidale, che mitigherebbe quelli che vengono dagli stessi percepiti come gli effetti nefasti della globalizzazione. Il livello di integrazione economica tra gli stati partecipanti risultante da un accordo commerciale è funzione dello specifico tipo di accordo e dalle previsioni normative dello stesso.

## Tipologie
Alcune tipologie di accordi commerciali sono le seguenti:
- Accordo quadro sul commercio e sugli investimenti (in inglese, Trade and Investment Framework Agreement - TIFA)
- Trattato bilaterale per gli investimenti (Bilateral Investment Treaty - BIT)
- Accordo sull'accesso preferenziale al commercio (Preferential Trade Arrangement - PTA)
- Area di libero scambio, stabilita attraverso un accordo sul libero scambio (esempio di questo tipo di accordi è quello che ha istituito l'Associazione europea di libero scambio meglio nota come EFTA)
- Unione doganale, mercato comune, unione monetaria o unione economica e monetaria sono tipologie di accordi commerciali tesi ad abbattere le diverse barriere (doganali, monetarie, di accesso ai mercati) al libero commercio; esempio maggiore dell'adozione in fasi successive di tali tipologie di accordi è l'Unione europea
- Blocco commerciale (che consiste in un insieme di alcune o tutte le sopraccitate politiche)
- Trattati speciali: esempio maggiore di tale tipologia di accordi è il General Agreement on Tariffs and Trade dal quale ha poi ha avuto origine il WTO; altri tipi di accordi di questo tipo sono il Trattato multilaterale sugli investimenti, l'accordo tessile nel quadro del WTO etc.